# CineAlta

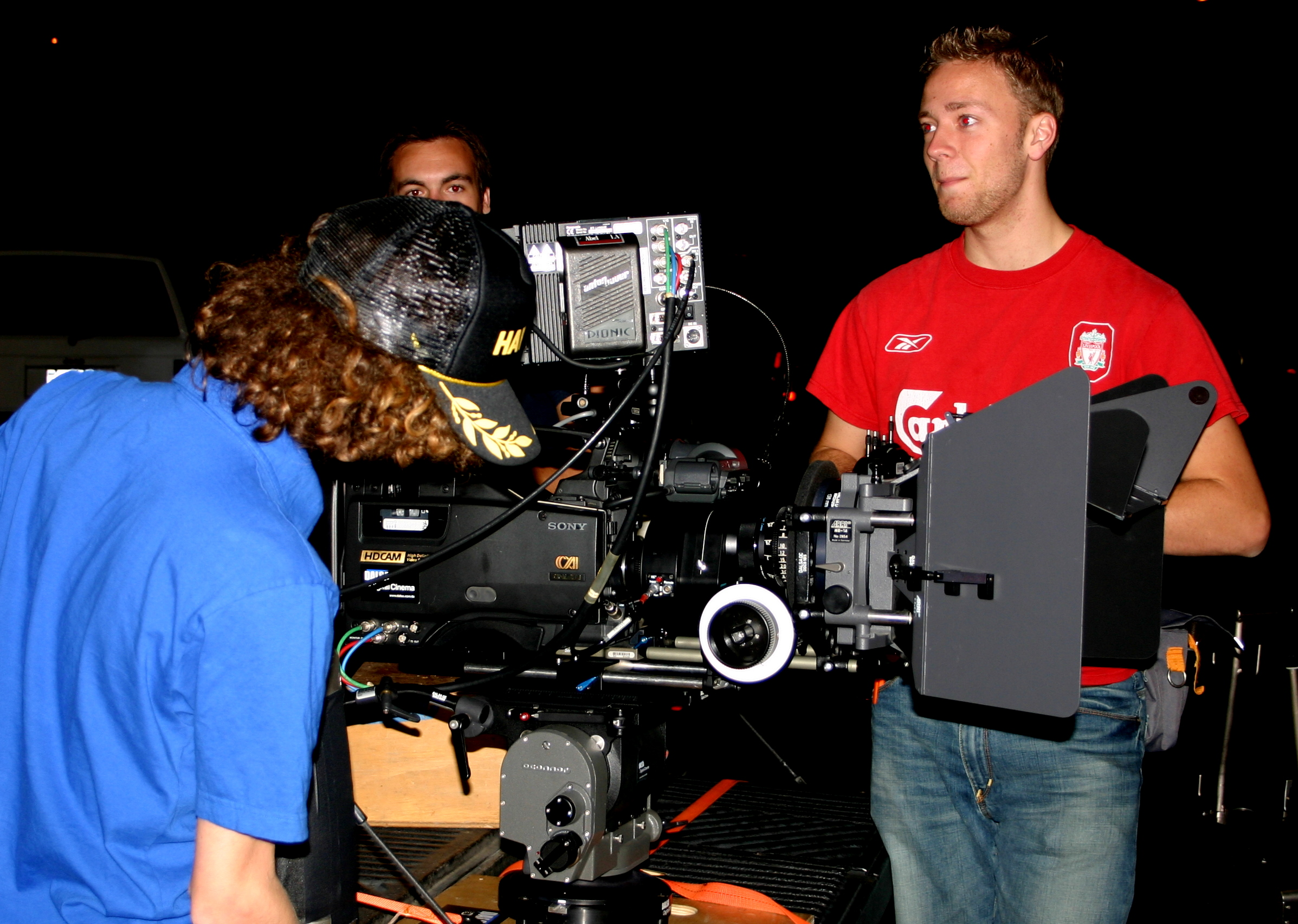
Sony CineAlta

Sony's CineAlta 24P HD (high definition video) camera is een professionele digitale videocamera die dezelfde kwaliteit biedt als een 35mm filmcamera.
De CineAlta camera kan opnemen met HDCAM banden of XDCAM Blu-ray discs, en kan op verschillende snelheden draaien, inclusief 24fps (zoals film), met een maximale resolutie van 1920×1080 pixels.

## Geschiedenis
De doorbraak in digitale films kwam toen George Lucas aankondigde dat hij zijn nieuwe Star Wars-reeks volledig digitaal zou opnemen. Hij gebruikte hiervoor CineAlta camera's. Het voordeel van volledig digitaal draaien, is dat de productiekosten aanzienlijk lager liggen dan bij film, en special effects goedkoper toegevoegd kunnen worden.

## CineAlta-camera’s
- F-23
- HDW-F900
- HDC-F950
- HDC-1000W/1500L
- PDW-F350
- PDW-F330

## Films opgenomen met CineAlta
- Cloverfield
- Sky Captain and the World of Tomorrow
- Sin City
- U2 3D
- The Hollywood Reporter
- Spy Kids 2: Island of Lost Dreams
- Vidocq